# Szebegyinszky András
Szebegyinszky András, Szebegyinszki (Szarvas, 1958. március 28. –) labdarúgó, középpályás.

## Pályafutása
1977-ben tagja volt az ifjúsági labdarúgó-világbajnokságon szereplő válogatottnak. A Vasas csapatában mutatkozott az élvonalban 1977. szeptember 24-én a SZEOL AK ellen, ahol csapata 2–1-re győzött. 1977 és 1982 között 89 bajnoki mérkőzésen szerepelt angyalföldi színekben és 16 gól szerzett. Kétszeres bajnoki bronzérmes és egyszeres magyar kupa-győztes lett a csapattal.
1982-ben az Újpesti Dózsához igazolt, ahol két idényen át játszott. Egyszeres magyar kupa-győztes és tagja volt az 1983–84-es kupagyőztesek Európa-kupája idényben a negyeddöntőig jutó újpesti csapatnak.
Ezt követően egy-egy idényt játszott az élvonalban az Eger és a Csepel csapatában.

## Sikerei, díjai
- Magyar bajnokság
  - bajnok: 1976–77
  - 2.: 197x–77
  - 3.: 1979–80, 1980–81
- Magyar kupa (MNK)
  - győztes: 1981, 1983
  - döntős: 1980
- Kupagyőztesek Európa-kupája (KEK)
  - negyeddöntős: 1983–84